# Nemesi Ponsati i Solà
Nemesi Ponsati i Solà (Barcelona, 26 de juny de 1887 - 18 d'abril de 1980) fou un pedagog i dirigent esportiu català.

## Família
Nemesi Ponsati és fill de Josep Ponsatí i Pagèsesperes (1852-1931), natural de Celrà, i d'Isabel Solà i Vila, natural de Santa Coloma de Farners.
És oncle de Maria del Carme Ponsati i Roser Ponsati i besoncle de Clara Ponsatí i d'Agnès Ponsati.

## Biografia
Va néixer a Barcelona al carrer del Carme número 7 on els seus pares tenien un forn. Format a l'Escola de Mestres Joan Bardina, fomentà l'esport i l'educació a Catalunya seguint l'esperit noucentista de la seva joventut en què s'havia impregnat de la filosofia higienista que en aquella època imperava en el món de l'esport. Els seus posicionament pedagògics vers l'esport es basaven en el foment de la pràctica esportiva i l'educació física entre la joventut i el fair-play. Va ser un dels prohoms més importants de l'esport català durant el segle xx, ja que va dedicar tota la seva vida a aquesta activitat, primer com a practicant de la gimnàstica sueca, el waterpolo, la natació i l'atletisme, i després com a entrenador, pedagog i dirigent. Començà la seva activitat esportiva al Gimnàs Vila i, el 1916, passà al Club Natació Barcelona, on practicà la natació i l'atletisme, esport que impulsà amb la creació de la secció corresponent el 1922, i la competició de l'Atleta Complet el 1934. Del 1922 al 1923, va ser president de la Federació Catalana de Natació, va treballar en el procés de creació de la Confederació Esportiva de Catalunya i va col·laborar en la candidatura de Barcelona a l'organització dels Jocs Olímpics de 1924. Fou vocal conseller del Comitè Olímpic Espanyol el 1931, i president del Col·legi Català d'Àrbitres de natació. Del 1940 al 1943 fou president del CN Barcelona, i es va anar decantant més cap a l'atletisme fins a ocupar el càrrec de president de la Federació Catalana d'Atletisme entre 1949 i 1953 des d'on reclamà la remodelació de l'Estadi de Montjuïc.